# Recklinghausen (Neudorf)
Koordinaten: 51° 27′ 11″ N, 8° 55′ 26″ O
Recklinghausen, auch Rücklinghausen, ist eine Dorfwüstung in der Gemarkung von Neudorf, einem Stadtteil von Diemelstadt im nordhessischen Landkreis Waldeck-Frankenberg.

## Geographische Lage
Der Ort befand sich etwa 1,5 km westlich von Neudorf, etwa 700 m östlich der heutigen hessischen Grenze zu Nordrhein-Westfalen, zwischen den Bächen Harensbicke im Norden und Heckerbicke im Süden, auf etwa 314 m Höhe über NHN am Westhang des Auerhahnenbergs (337,4 m). Wann der Ort wüst wurde, ist nicht genau feststellbar, es ist jedoch im 14. Jahrhundert anzunehmen. Der Flurname „An Rücklinghausen“ erinnert noch heute an das verschwundene Dorf.

## Geschichte
Der Ort fand 1230 erstmals schriftliche Erwähnung in den Urkunden der zum Kloster Corvey gehörigen Propstei Marsberg, als diese nach der weitgehenden Zerstörung der Stadt Marsberg und der Propstei durch einen Großbrand einen Teil ihrer Besitzungen, darunter auch Land in „Reclenchusin“, verkaufen musste, um den Wiederaufbau zu finanzieren. Auch im Jahre 1295 wird „Riclinchusen“ in den Urkunden der Probstei erwähnt, die bei (iuxta) „Riclinchusen“ Rodungsländer besaß. Im Jahre 1298 wurde mit Zustimmung des Fürstabts Heinrich III. und des Konvents von Corvey ein Streit zwischen den Ministerialen des Klosters Albert von Mühlhausen und dessen Schwestersöhnen Hermann von Hesperinghausen und Hugo von Allenhausen um Besitzungen in Hesperinghausen, Helmighausen, Recklinghausen,  Swibrechtshausen und auf dem Sike geschlichtet. 1304 belehnte Graf Otto I. von Waldeck Johann und Hermann von Billinchusen und Albert von Mühlhausen und ihre Söhne und Töchter mit allen Gütern zu Hesperingshausen, Helmshausen, „Rikelinchusen“, Swibrechtshausen und Sike, die ihnen Abt Heinrich und der Prior Florentin von Corvey 1298 zugesprochen hatten.
Anlässlich der Heirat seines Sohnes Otto mit Mechthild (Mathilde), Tochter des Herzogs Otto III. von Braunschweig-Lüneburg, im Jahre 1339 verschrieb Graf Heinrich IV. von Waldeck seiner Schwiegertochter als Leibzucht die Burg und Stadt Rhoden mit Renten u. a. aus Recklinghausen („Ricelenchusen“) und Schmillinghausen („Smydelenchůsen“). 1350 sind die Herren von Brobeck im Corveyer Lehnsregister als Inhaber corveyischer Lehnsgüter in der Gemarkung von „Ryckelinchosen“ erwähnt. Um 1490 erscheint der Ortsname noch einmal als „Reckelynchußen“ und „Reckelynghusen“ in einem Salbuch des Grafen Otto IV. von Waldeck zu Landau, und im Jahre 1537 ist die Feldmark des wohl bereits im 14. Jahrhundert aufgegebenen Dorfs endgültig zu Neudorf gehörig.